# Ideoroncus pallidus
Espèce
Ideoroncus pallidus est une espèce de pseudoscorpions de la famille des Ideoroncidae.

## Distribution
Cette espèce est endémique du Paraguay. Elle se rencontre vers le río Apa,.

## Publication originale
- Balzan, 1887 : Chernetidae nonnullae Sud-Americanae, II. Asuncion.